# 6560 Pravdo
6560 Pravdo eller 1991 NP är en asteroid i huvudbältet som upptäcktes 9 juli 1991 av den amerikanske astronomen Eleanor F. Helin vid Palomar-observatoriet. Den är uppkallad efter den amerikanske astronomen Steven H. Pravdo.